# Eleutherodactylus maestrensis
Espèce
Statut de conservation UICN

 DD  : Données insuffisantes
Eleutherodactylus maestrensis est une espèce d'amphibiens de la famille des Eleutherodactylidae.

## Répartition
Cette espèce est endémique de la province de Granma à Cuba. Elle se rencontre dans la Sierra Maestra, entre 900 et 1 440 m d'altitude.

## Description
Eleutherodactylus maestrensis mesure jusqu'à 19 mm pour les mâles et jusqu'à 32,5 mm pour les femelles. Son dos est brun, gris brun ou fauve clair et généralement plus sombre dans sa partie médiane. Sa face ventrale et la face interne de ses membres est orange plus ou moins intense.

## Étymologie
Son nom d'espèce, composé de maestr[a] et du suffixe latin -ensis, « qui vit dans, qui habite », lui a été donné en référence au lieu de sa découverte.

## Publication originale
- Díaz, Cádiz & Navarro, 2005, « A New Ground-dwelling Frog of the Genus Eleutherodactylus (Anura:Leptodacylidae) from Eastern Cuba, and a Reconsideration of the E. dimidiatus Group », Caribbean Journal of Science, vol. 41, no 2 p. 307-318 (texte intégral).